# Prisionera de amor
Prisionera de amor (Prisioneira do Amor no Brasil e em Portugal) é uma telenovela mexicana produzida por Pedro Damián para a Televisa e exibida pelo Canal de las Estrellas entre 28 de março e 22 de julho de 1994. É um remake da telenovela Amalia Batista e Sacrifício de mujer, produzidas em 1983 e 1972, respectivamente.
Foi protagonizada por Maribel Guardia e Saúl Lisazo e antagonizada por Julieta Egurrola, Sebastián Ligarde, Fernando Ciangherotti e Gabriela Goldsmith.

## Enredo
Cristina Carbajal, é uma mulher que tem pago uma injusta condenação por ter sido equivocadamente culpada pela morte de seu esposo. Após dez anos presa, consegue sair da prisão por boa conduta. Suas filhas Karina e Rosita, quem tinham só cinco anos e um ano de idade quando sua mãe foi encarcerada, agora têm 15 e 11 anos de idade. Elas têm sido criadas pelos tios de seu pai, Braulio e Eloisa Monasterios.
Os Monasterios odeiam a Cristina, já que acham que ela é a responsável pela morte de seu sobrinho, e lhes disseram à meninas que são órfãs.
Ao sair da prisão, Cristina regressa à vizinhança onde vivia e começa a trabalhar como ama de chaves sob o nome "Florencia" na casa de seu advogado defensor, José Armando Vidal, e sua esposa Gisela, uma mulher doce e de nobres sentimentos que tem uma doença terminal. Gisela acolhe a Florencia e começa-a a educar para que ela possa infiltrar-se na alta sociedade para encontrar um bom esposo.
Após vários meses, Gisela morre, mas não dantes de que José Armando se tenha apaixonado de Cristina. Cristina também está profundamente apaixonada de José Armando, mas ela está mais interessada em recuperar a suas filhas. No entanto, a luta dificulta-se-lhe porque suas filhas inteiram-se de que sua mãe está viva, e ao achar que ela matou a seu pai, não querem saber dela.
"Florencia" faz-se passar por trabalhadora social para acercar a sua filha maior, Karina, quem converteu-se numa jovem desobediente e rebelde. Enquanto, um fotógrafo nota a extraordinária beleza de Cristina e publica algumas fotografias dela no jornal, com seu verdadeiro nome. Ao ver no jornal, suas filhas procuram-na e aceitam-na imediatamente como sua mãe. Ainda que Karina está encantada de viver com ela, Rosita está desagradada pela humilde condição em que vive sua mãe e recusa deixar o estilo de vida cómodo que tem junto com seus tios. No entanto, ao sentir-se marginada por seus tios pela nova relação que tem com sua mãe, aceita viver com Cristina porque no fundo sempre teve a ilusão de ter sua mãe a seu lado.
Mais tarde, os problemas entre Cristina e os Monasterios resolvem-se: Karina casa-se com seu primo Alex, e José Armando casa-se com Cristina. Pouco depois, surgem diversos problemas nos casais de mãe e filha: Karina deixa a seu esposo e volta a viver com sua mãe na casa de José Armando, e José Armando começa a dar-lhe atenção a uma amante, Isaura Durán, quem chega a obsedar-se com José Armando até o ponto de ameaçá-lo. Tanta é sua obsessão que ela perde os estribos, provocando um acidente de trânsito no qual ela morre. Após a morte de Isaura, o casal se reconcilia. Durante este tempo, Cristina descobre que está grávida, e dá à luz um varão, Armandito. O casal está mais de si em sua felicidade, mas um acidente de trânsito mata a Armandito e deixa Cristina em trauma, a quem joga a culpa da morte de seu filho a seu esposo. Cristina perde a razão e é internada num instituto de saúde mental. A crise mental de sua mãe faz que Karina recapacite e procura a seu esposo por apoio, e ambos se reconciliam.
Nos meses passam, e Cristina não apresenta melhoria. José Armando chega a entrar em uma relação com Consolo, a enfermeira que cuida a Cristina no hospital. Ele consegue que os médicos declarem louca a Cristina e lhe concedem a anulação de seu casal, após a qual ele se casa com Consolo. Enquanto, o doutor Miranda tem-se acarinhado com Cristina, e decide fazer uma tentativa especial para ajudá-la a recuperar-se. Os esforços do doutor conseguem ajudar a Cristina a superar o trauma da morte de seu filho, e ela volta a seu lar pensando que ainda está casada com José Armando. Enquanto, José Armando está em conflito com seus sentimentos: quer a Consolo, mas ainda sente a força do amor que teve com Cristina. Após a melhoria de Cristina, Consolo sente e vê o conflito de emoções que existe dentro de José Armando, e ela o abandona, o deixando em liberdade para voltar com Cristina. Ao mesmo tempo, Cristina descobre que José Armando a tinha declarado louca para se casar com outra e ela enfurece. Ao final após que Cristina descobre esta traição de parte de José Armando jura que nunca voltará com ele, efetivamente libertando das correntes que a uniam a José Armando e abrindo a porta a uma nova relação entre ela e o doutor Miranda.

## Elenco
- Maribel Guardia .... Cristina Carbajal / Florencia Rondán
- Saúl Lisazo .... José Armando Vidal
- Gabriela Goldsmith .... Isaura Durán
- Karla Álvarez .... Karina Monasterios
- Eduardo Santamarina .... Rodrigo Miranda
- Leticia Calderón .... Consuelo
- Rafael Baledón .... Braulio Monasterios
- Eduardo Noriega .... Braulio Monastaerios
- Julieta Egurrola .... Flavia Monasterios
- Alberto Inzúa.... Gastón Monasterios
- Irán Eory .... Eloísa Monasterios
- Gerardo Hemmer .... Alex Monasterios
- Alix .... Sonia Monasterios
- Alisa Vélez .... Rosita Monasterios
- Ariel López Padilla .... Federico Monasterios
- Rosario Gálvez .... Eugenia
- Carmen Amezcua .... Gisela Vidal
- Rodolfo Arias .... Efrén
- Álvaro Carcaño .... Pascual
- Juan Felipe Preciado.... Albino
- Lorena Meritano .... Esther
- Fernando Ciangherotti .... Augusto Bianchi
- Sebastian Ligarde .... Gerardo Ávila
- Juan Carlos Muñoz .... Ángel
- Roberto Gutiérrez .... Oswaldo Serrano
- Silvia Derbez .... Chayo
- Alpha Acosta .... Mariana
- Fabiola Campomanes .... Lucila
- Leonardo García .... Oscar
- Mané Macedo .... Delia Escobedo
- Patricia Martínez .... Eufemia
- Irma Torres .... Librada
- Georgina Pedret .... Luz
- Mónica Dionne .... Teté
- Sergio Jiménez .... Dr. Santos
- Javier Gómez .... Humberto

## Exibição

### México
Foi exibida pela primeira vez pelo canal TLNovelas entre 28 de agosto a 22 de dezembro de 2000.
Foi exibida pela segunda vez pela TLNovelas entre 28 de julho a 21 de novembro de 2008, substituindo Retrato de familia e sendo substituída por Cuento de Navidad.

### No Brasil
Foi exibida no Brasil pela CNT entre 17 de fevereiro e 30 de maio de 1997

### Em Portugal
Foi exibida em Portugal pela RTP1, de 12 de setembro a 21 de dezembro de 1994. Não houve substituições anteriores, pois foi a primeira telenovela mexicana exibida em Portugal.

## Equipe de produção
- História Original: Inés Rodena.
- Libreto: Carlos Romero.
- Adaptação: Dores Ortega.
- Versão: Valeria Phillips.
- Edição Literária: Carmen Múñoz de Cote, Luz Orlín.
- Tema Musical: "Prisioneira de Amor".
- Autores : Jesús Medel, Jorge Olvera e Miguel Angel Garrocho.
- Intérprete: Rocío Banquells.
- Temas Originais: Zbigniew Paleta.
- Musicalização: Juan López.
- Edição: Junior Navarro.
- Chefa de Produção em Foro: Georgina Garibay García.
- Chefe de Produção em Locação: Marco Antonio Cano.
- Coordinatora de Produção: Georgina Castro Ruiz.
- Gerente de Produção: Xuitlaltzin Vázquez.
- Diretora de Diálogos, Diretora Anexa: Ana Celia Urquidi.
- Diretor de Câmaras: Carlos Sánchez Zuñiga.
- Diretor: Luis Vélez, Pedro Damián.
- Produtor: Pedro Damián.

## Prêmios e indicações

### Prêmio TvyNovelas 1995
| Categoria                 | Nominado(a)         | Resultado |
| ------------------------- | ------------------- | --------- |
| Melhor atriz protagonista | Maribel Guardia     | Indicada  |
| Melhor ator protagonista  | Saúl Lisazo         | Indicado  |
| Melhor atriz antagonista  | Gabriela Goldsmith  | Indicada  |
| Melhor atriz principal    | Silvia Derbez       | Indicada  |
| Melhor atriz juvenil      | Karla Álvarez       | Indicada  |
| Melhor ator juvenil       | Eduardo Santamarina | Indicado  |
| Revelação feminina        | Lorena Meritano     | Indicada  |
| Revelação masculina       | Gerardo Hemmer      | Indicado  |
| Melhor tema musical       | Rocío Banquells     | Indicada  |

## Curiosidades
Foi a primeira telenovela mexicana exibida em Portugal, com dublagem/dobragem brasileira. Três anos depois, foi exibida no Brasil.